# 강화 덕진진
강화 덕진진(江華 德津鎭)은 인천광역시 강화군 불은면에 있는 조선시대 강화 12진보(鎭堡)의 하나이다. 1971년 12월 28일 대한민국의 사적 제226호로 지정되었다.

## 개요

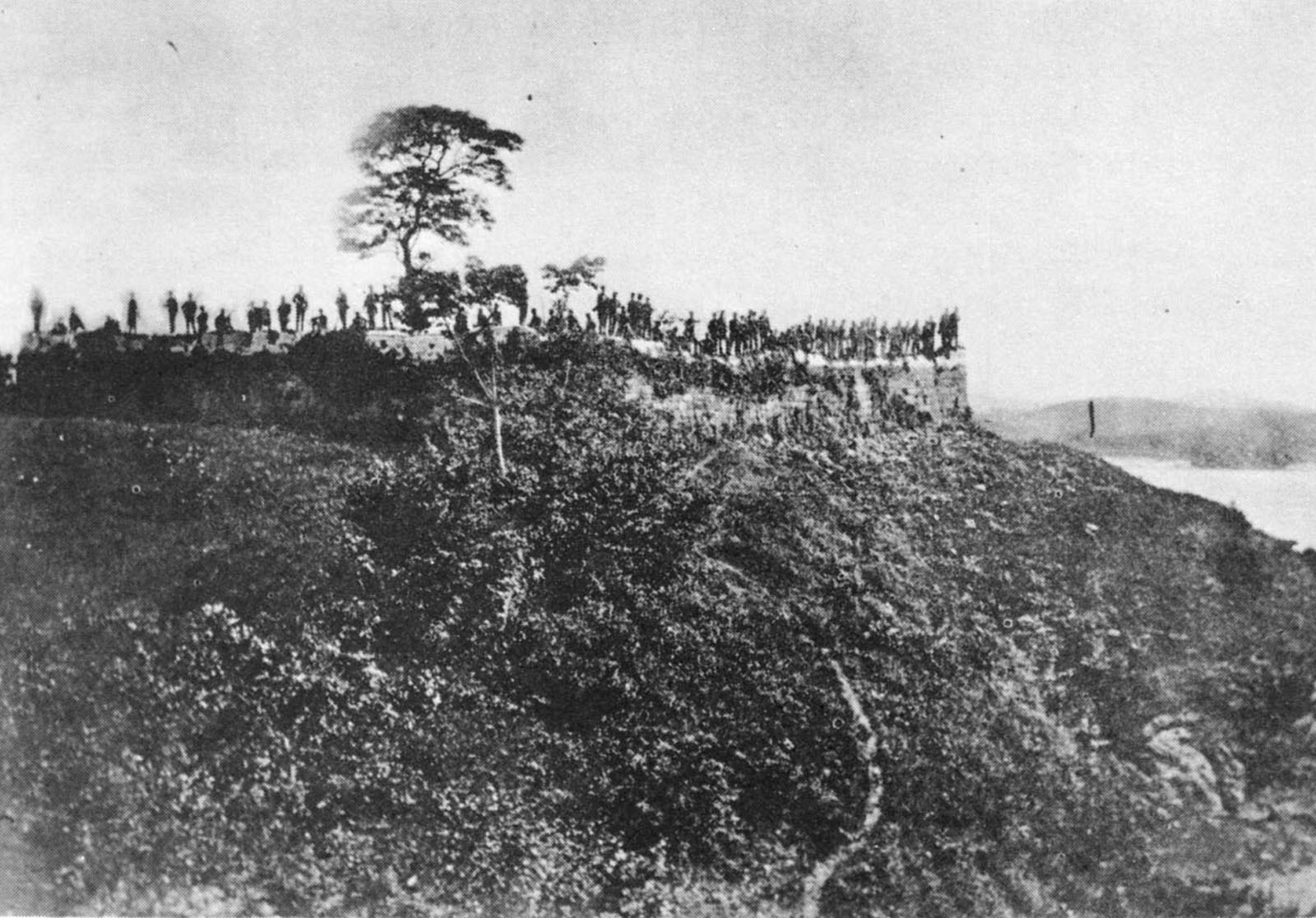
신미양요 당시 미군에게 점령당한 덕진진

고려시대에 강화해협을 지키던 외성의 요충지이다. 병자호란 뒤 강화도를 보호하기 위한 방법으로 내성·외성·돈대·진보 등의 12진보를 만들었는데 그 중의 하나이다.
현종 7년(1666) 국방력 강화를 위해 해군주둔지(수영)에 속해 있던 덕진진을 덕포로 옮겼으며, 숙종 5년(1679)에 용두돈대와 덕진돈대를 거느리고 덕진포대와 남장포대를 관할함으로써 강화해협에서 가장 강력한 포대로 알려져 있었고, 강화 12진보 가운데 가장 중요한 곳을 지키고 있었다.
1866년 병인양요 때는 양헌수의 군대가 덕진진을 거쳐 정족산성으로 들어가 프랑스 군대를 격파하였으며, 1871년 신미양요 때는 미국 함대와 가장 치열한 포격전을 벌인 곳이다. 그러나 초지진에 상륙한 미국군대에 의하여 점령당하였다. 이 때 건물에 몸을 숨겨서 적과 싸울수 있도록 쌓았던 낮은 담은 모두 파괴되었다.
1976년 성곽과 돈대를 고치고 남장포대도 고쳐 쌓았으며, 앞면 3칸·옆면 2칸의 문의 누각도 다시 세웠고, 당시의 대포를 복원하여 설치하였다.

## 같이 보기
- 병인양요
- 신미양요
- 강화 척화비

## 참고 자료
- 강화 덕진진 - 국가유산청 국가유산포털
- 이 문서에는 다음커뮤니케이션(현 카카오)에서 GFDL 또는 CC-SA 라이선스로 배포한 글로벌 세계대백과사전의 내용을 기초로 작성된 글이 포함되어 있습니다.
- 인천역사문화총서40, 《인천의 문화유산을 찾아서》, 인천광역시 역사자료관, 덕진진, 36-37쪽